# Grand Prix Arabii Saudyjskiej Formuły 1
Grand Prix Arabii Saudyjskiej – eliminacja mistrzostw świata Formuły 1, rozgrywana na torze Jeddah Corniche Circuit. Pierwszy wyścig pod tą nazwą został rozegrany w 2021.

## Historia
Pierwsze informacje o organizacji wyścigu Formuły 1 w Arabii Saudyjskiej pojawiły się w 2019. Tor, znajdujący się w Qiddiyi (Rijad), zaprojektował Alexander Wurz. Plany zakładały inaugurację obiektu w 2023.
W listopadzie 2020 poinformowano o włączeniu Grand Prix Arabii Saudyjskiej do kalendarza Formuły 1 na sezon 2021. Tym samym będzie to trzecia eliminacja Formuły 1 na Bliskim Wschodzie, po Grand Prix Bahrajnu i Grand Prix Abu Zabi. Dyrektor generalny Formuły 1 Chase Carey zwrócił uwagę na niską średnią wieku mieszkańców kraju, co jest ważnym czynnikiem w przyciągnięciu nowych kibiców. Pierwszy wyścig ma odbyć się na ulicznym torze w Dżuddzie. Według planów zostanie on zorganizowany w nocy. W momencie wcielenia eliminacji do kalendarza nie był jednak znany układ toru; został on zaprezentowany w połowie marca.

## Kontrowersje
Ogłoszenie o dołączeniu Grand Prix Arabii Saudyjskiej do kalendarza Formuły 1 wywołało kontrowersje z uwagi na łamanie w państwie praw człowieka. Amnesty International określił tę decyzję jako „haniebną”, a według Human Rights Watch eliminacja ma być próbą legitymizacji reżimu w kraju oraz odwróceniem uwagi od rażącego łamania praw człowieka. Minky Worden z Human Rights Watch zwróciła uwagę na fakt, iż Formuła 1 w 2020 zorganizowała akcję We Race As One, promującą różnorodność rasy, płci i orientacji seksualnej w sporcie, co obliguje sport do wykazania, w jaki sposób Grand Prix Arabii Saudyjskiej poprawi sytuację w kraju. W odpowiedzi na te zarzuty prezydent SAMF (saudyjskiej federacji sportów motorowych) książę Chalid ibn Fajsal ibn Abd al-Aziz Al Su’ud stwierdził, że je rozumie, ale organizacja Grand Prix jest częścią procesu otwarcia Arabii Saudyjskiej na świat, a nie ukrywaniem czegokolwiek.
Po pierwszych informacjach o planowanej organizacji Grand Prix Arabii Saudyjskiej środowisko Formuły 1 wyrażało zmartwienie przede wszystkim zbyt dużą liczbą eliminacji w kalendarzu. Po włączeniu rundy do kalendarza tę decyzję chwalili m.in. Mattia Binotto z Ferrari oraz Toto Wolff z Mercedesa, którzy podkreślali zmiany zachodzące w Arabii Saudyjskiej. Z kolei Lewis Hamilton, który w 2020 walczył o równouprawnienie rasowe, powiedział, że musi się przyjrzeć sytuacji w kraju.

## Zwycięzcy Grand Prix Arabii Saudyjskiej
| Sezon | Kierowca       | Konstruktor     | Tor                     | Wyniki |
| ----- | -------------- | --------------- | ----------------------- | ------ |
| 2021  | Lewis Hamilton | Mercedes        | Jeddah Corniche Circuit | Wyniki |
| 2022  | Max Verstappen | Red Bull Racing | Jeddah Corniche Circuit | Wyniki |
| 2023  | Sergio Pérez   | Red Bull Racing | Jeddah Corniche Circuit | Wyniki |
| 2024  | Max Verstappen | Red Bull Racing | Jeddah Corniche Circuit | Wyniki |
| 2025  | Oscar Piastri  | McLaren         | Jeddah Corniche Circuit | Wyniki |

- 2 – Max Verstappen
- 1 – Lewis Hamilton, Sergio Pérez, Oscar Piastri

Najwięcej zwycięstw wśród Konstruktorów:
- 3 – Red Bull Racing
- 1 – McLaren, Mercedes

## Zdobywcy pole position do Grand Prix Arabii Saudyjskiej
| Sezon | Kierowca       | Konstruktor     | Tor                     |
| ----- | -------------- | --------------- | ----------------------- |
| 2021  | Lewis Hamilton | Mercedes        | Jeddah Corniche Circuit |
| 2022  | Sergio Pérez   | Red Bull Racing | Jeddah Corniche Circuit |
| 2023  | Sergio Pérez   | Red Bull Racing | Jeddah Corniche Circuit |
| 2024  | Max Verstappen | Red Bull Racing | Jeddah Corniche Circuit |
| 2025  | Max Verstappen | Red Bull Racing | Jeddah Corniche Circuit |

Najwięcej pole position wśród kierowców:
- 2 – Sergio Pérez, Max Verstappen
- 1 – Lewis Hamilton

Najwięcej pole position wśród konstruktorów:
- 4 – Red Bull Racing
- 1 – Mercedes